# Never Worn White
"Never Worn White" (tạm dịch: "Chưa bao giờ mặc váy cưới") là một bài hát của ca sĩ người Mỹ Katy Perry. Nó được phát hành bởi Capitol Records vào ngày 5 tháng 3 năm 2020. Bài hát được phát hành cùng với một video âm nhạc, trong đó Perry tuyên bố mang thai.

## Giai điệu
"Never Worn White" là một "powerhouse"  bản ballad do piano cầm đầu, với sản phẩm "duyên dáng" và một điệp khúc "chân thành".

## Video âm nhạc
Trong video âm nhạc chính thức, được công chiếu cùng với bài hát, Perry thay phiên nhau mặc một chiếc váy trắng và một chiếc váy hoa tinh xảo khi cô hát bài hát. Ở cuối video, Perry được cho thấy đang ôm bụng, thông báo mang thai với vị hôn phu Orlando Bloom. Nó đã nhận được 10,4 triệu lượt xem trên YouTube trong 24 giờ đầu tiên.

## Thương mại
"Never Worn White" lọt vào bảng xếp hạng ở một số nước châu Âu đạt vị trí 97 tại Vương quốc Anh và số 46 tại Scotland. Ở những nơi khác, bài hát lọt vào top top 40 ở Hungary đạt vị trí 39. Ở New Zealand, trên bảng xếp hạng Hot Singles Chart của họ, "Never Worn White" ra mắt ở vị trí thứ 12. Bài hát không được xếp hạng trên Billboard Hot 100, nhưng đã đứng ở vị trí thứ 12 trên Bubling Under Hot 100.

## Biểu diễn trực tiếp
Perry đã biểu diễn "Never Worn White" lần đầu tiên trong The Project vào ngày 10 tháng 3 năm 2020.

## Sáng tác
- Katy Perry – vocals, songwriter
- Johan Carlsson – producer, songwriter, programmer, piano
- Jacob Kasher Hindlin – songwriter
- John Ryan – songwriter
- Peter Karlsson – vocal producer
- Rami – programmer
- David Bukovinszky – cello
- Mattias Bylund – string arranger, strings
- Mattias Johansson – violin
- Cory Bice – engineer
- Jeremy Lertola – engineer
- Sam Holland – engineer
- Serban Ghenea – mixer
- Dave Kutch – mastering engineer
- John Hanes – mix engineer
- Liz Isik – A&R admin

## Lịch sử phát hành
| Quốc gia      | Ngày                    | định dạng                  | Nhãn      | Ref.   |
| ------------- | ----------------------- | -------------------------- | --------- | ------ |
| Toàn lãnh thổ | Ngày 5 tháng 3 năm 2020 | Digital download streaming | Capitol   | [ 9 ]  |
| Úc            | Ngày 6 tháng 3 năm 2020 | Đài phát thanh đương đại   | Capitol   |        |
| Ý             | Ngày 6 tháng 3 năm 2020 | Đài phát thanh đương đại   | Universal | [ 10 ] |